# Periclimenes sibogae
Periclimenes sibogae är en kräftdjursart som beskrevs av Lipke Bijdeley Holthuis 1952. Periclimenes sibogae ingår i släktet Periclimenes och familjen Palaemonidae. Inga underarter finns listade i Catalogue of Life.